# Incense and Peppermints (песня)
«Incense and Peppermints» — песня американской группы Strawberry Alarm Clock. Песня вышла в 19 мая 1967 года и попала на 1-е место в чартах Billboard.

## История
Мелодия для песни была написана Марком Вейцем на его пианино, потом он позвонил Эду Кингу и предложил дописать её вместе. Первоначально композиция была инструментальной и предназначалась для би-сайда сингла «Birdman of Alkatrash». Продюсер Фрэнк Слей сказал, что песня нуждается в хорошем тексте. Ребята пытались его написать, но ничего не получилось, и они сказали Слею: «Оставь как есть», но тот не унимался и доверил написать тест своему творческому дуэту — Джону Картеру и Тиму Гилберту. Картер написал ей текст, но Гилберт тоже был вписан в авторство. Слей вписал этих двоих как авторов песни, так как он не мог уместить имена всех авторов. Тогда никто не обратил на это внимания, однако песня больше понравилась диск-жокеям, чем «Birdman of Alkatrash» и стала единственным хитом группы, но ни Вейц, ни Кинг за неё не получили ни гроша. Во время записи возникла ещё одна проблема — основному вокалисту Ли Фриману песня не понравилась и он наотрез отказался её петь. Вокал на ней принадлежит Грегу Манфорду, 16-летнему парнишке, без дела слонявшемуся по студии. Он спел эту песню с двух дублей, ушёл и никогда не вернулся в Strawberry Alarm Clock. Сначала песня вышла на би-сайде сингла «Birdman of Alkatrash» на All American Records, но на UNI песня была помещена на лицевую сторону (продюсеры поменяли стороны местами).

## Исполнение на концертах
Группа чаще остальных исполняла эту песню. Кроме того, она часто звучала в разных фильмах, в том числе в «Псих-ауте», «За пределами долины кукол», «Остин Пауэрс: Международный человек-загадка», нескольких эпизодах мультсериала «Симпсоны», а также компьютерной игре «Men of Valor».

## Участники записи
- Грег Манфорд — вокал
- Марк Вейц — клавишные
- Эд Кинг — гитара
- Ли Фриман — гитара
- Гари Ловетро — бас-гитара
- Рэнди Сеол — ударные
- Фрэнк Слей — продюсер